# Hut Records
Hut Records, conocida también como VC Records, es una compañía de discos estadounidense fundada en 1990 como una subsidiaria de Virgin Records.
La compañía tenía una selecta gama de artistas, alcanzando su punto máximo al contratar a Smashing Pumpkins, quienes hasta ese momento eran parte de Caroline Records.
Entre sus artistas más destacados se encontraban también:
- The Music
- Placebo
- Richard Ashcroft
- The Verve

Debido a una decisión estratégica, Virgin decide cerrar Hut en 2004, dejando como saldo un 80% de sus artistas firmando para EMI-Odeon y Virgin Records, y el 20% restante despedidos.
- Datos: Q3113687